# Liste des monuments d'El Hajeb
Ceci est une liste des monuments classés par le ministère de culture marocain aux alentours d'El Hajeb.
| Identifiant monument         | Site     | Monument                           | Adresse | Date de classement | Décret | Coordonnées                        | Illustration               |                       |
| ---------------------------- | -------- | ---------------------------------- | ------- | ------------------ | ------ | ---------------------------------- | -------------------------- | --------------------- |
| pc_architecture/sanae:410035 | El Hajeb | Rempart de la Kasba d'El Hajeb (d) |         |                    |        | 33° 41′ 15″ nord, 5° 22′ 17″ ouest | Image manquante Téléverser | Télécharger une image |
| pc_architecture/sanae:050018 | El Hajeb | Borj Kasba (El Hajeb) (d)          |         |                    |        | 33° 41′ 15″ nord, 5° 22′ 17″ ouest | Image manquante Téléverser | Télécharger une image |
| pc_architecture/sanae:190008 | El Hajeb | Kasbah El Hajeb (d)                |         |                    |        | 33° 41′ 15″ nord, 5° 22′ 17″ ouest | Kasbah El Hajeb (d)        | Télécharger une image |
| pc_architecture/sanae:390055 | El Hajeb | Porte de la Kasba d'El Hajeb (d)   |         |                    |        | 33° 41′ 15″ nord, 5° 22′ 17″ ouest | Image manquante Téléverser | Télécharger une image |